# لاکاتشم
لاکاتشم، روستایی از توابع بخش اسالم شهرستان طوالش در استان گیلان ایران است.

## جمعیت
این روستا در دهستان خرجگیل قرار دارد و براساس سرشماری مرکز آمار ایران در سال ۱۳۸۵، جمعیت آن ۱۹۸ نفر (۳۶خانوار) بوده‌است.